# هاتوگودا
هاتوگودا (به لاتین: Hathugoda) یک منطقهٔ مسکونی در سری‌لانکا است که در استان مرکزی (سری‌لانکا) واقع شده‌است.